# جین گویلام آگوست لوگول
جین گویلام آگوست لوگول (انگلیسی: Jean Guillaume Auguste Lugol; ۱۸ اوت ۱۷۸۶ – ۱۶ سپتامبر ۱۸۵۱) پزشک اهل فرانسه بود. شهرت وی بیشتر به خاطر ساخت و استفاده از محلول ید لوگول است.